# Blake Dunlop
Blake Robert Dunlop (* 18. April 1953 in Hamilton, Ontario) ist ein ehemaliger kanadischer Eishockeyspieler, der von 1973 bis 1984 für die Minnesota North Stars, Philadelphia Flyers, St. Louis Blues und Detroit Red Wings in der National Hockey League spielte.

## Karriere
Dunlop spielte während seiner Juniorenzeit gemeinsam mit Bill Clement, Michel Larocque, Peter John Lee und Denis Potvin für das Ottawa 67’s in der Ontario Hockey Association. Beim NHL Amateur Draft 1973 wählten die Minnesota North Stars ihn nach guten Leistungen in der zweiten Runde als 18. aus. Auch die World Hockey Association hatte Interesse an ihm. Hier bemühten sich die New England Whalers beim WHA Amateur Draft 1973 um ihn und wählten ihn gar in der ersten Runde als Zwölften.
Er versuchte sich in der NHL durchzusetzen, doch anfangs spielte er in der American Hockey League für die New Haven Nighthawks. Im Laufe der Saison 1973/74 kam er zu zwölf Einsätzen in der regulären Saison. In seiner zweiten Saison erkämpfte er sich einen Stammplatz, doch in der darauf folgenden Saison musste er wieder häufig in die AHL.
Zur Saison 1977/78 wechselte er zu den Philadelphia Flyers, bei denen ihn ebenfalls nicht der Durchbruch gelang. Hervorragend hingegen waren seine Leistungen in der AHL, wo er mit den Maine Mariners den Calder Cup gewinnen konnte. In der Saison 1978/79 schaffte er bei den Flyers den Durchbruch. Seine besten Jahre hatte er jedoch bei den St. Louis Blues, zu denen er nach Saisonende gemeinsam mit Rick Lapointe und im Tausch für Phil Myre wechselte. Für sein Durchhaltevermögen wurde er nach der Saison 1980/81 mit der Bill Masterton Memorial Trophy ausgezeichnet. Er hatte mit 81 Punkten endlich an die Leistungen aus seiner Juniorenzeit anknüpfen können. Nach zwei weiteren guten Spielzeiten startete er schwach in die Spielzeit 1983/84 und die Blues trennten sich von ihm. Als Free Agent unterschrieb er noch im Laufe der Saison bei den Detroit Red Wings. Dort beendete er nach der Saison seine Karriere.

## Sportliche Erfolge
- Calder Cup: 1978

### Persönliche Auszeichnungen
- OMJHL Second All-Star Team: 1973
- Eddie Powers Memorial Trophy: 1973
- AHL First All-Star Team: 1978
- Fred T. Hunt Memorial Award: 1978
- Les Cunningham Award: 1978
- Bill Masterton Memorial Trophy: 1981